# نظم الملفات ذات صحائف
لنظم الملفات ذات صَحائفُ من أي بي ام انظر جي أف أس
نظم ملفات ذات صَحائفُ (بالإنجليزية: Journaling file system)‏ هو نظام ملفات يسجل التغييرات في فيْد أو سِجلّ (journal) -وهو عادةً سجل circular log محجوز في منطقة محددة- قبل كتابتها فعليًا في نظام الملفات الرئيسي، فان حدث على سبيل المثال أي انقطاع للطاقة عن الجهاز بصورة مفاجئة أو انهيار مفاجئ للنظام فيمكن استرجاع نظام الملفات وكل العمليات التي سبقة الانهيار (كمثال ان كان هناك عملية نقل لملفات لم تتم أو مسح لبعض الملفات لم تتم فسيعود الحال إلى ما كان عليه), وبالتالي فان احتمالات عودة النظام إلى حالته المستقرة تكون أكبر.

## نبذة تاريخية
في عام 1990 كانت أي بي أم جي أف أس IBM JFS واحدة من أولى أنظمة الملفات التجارية ليونكس UNIX التي تعمل تحت أنظمة التشغيل AIX لتنفيذات اليومية. في وقت لاحق في عام 1993 نظام ملفات إن تي إف إس لميكروسوفت وفي عام 2001 ext3 نفذت نظم الملفات ذات الصَحائفُ.

## أساليب
بعض أنظمة الملفات تسمح للصحائف أن تنمو وتقلص وتعيد تخصيصها كملف منتظم، في حين أن البعض الآخر يضع الصحائف في منطقة متجاورة أو ملف مخفي يضمن عدم التحرك أو تغيير الحجم أثناء تركيب نظام الملفات. قد تسمح بعض أنظمة الملفات أيضا بالصحائف الخارجية على جهاز منفصل، مثل محرك أقراص الحالة الصلبة أو ذاكرة الوصول العشوائي غير المتطايرة المدعومة بالبطارية. يمكن أن تكون التغييرات التي يتم إجراؤها على الصحائف قد تم تسجيلها مرة أخرى للحصول على المزيد من التكرار، أو قد يتم توزيع الصحائف عبر وحدات تخزين فعلية متعددة للحماية من فشل الجهاز.

### ذات صحائف مادية
(بالإنجليزية: Physical journals)‏

### ذات صحائف منطقية
(بالإنجليزية: Logical journals)‏